# Linda Watkins
Pour les articles homonymes, voir Watkins.
Linda Mathews Watkins, née le 23 mai 1908 à Boston (Massachusetts) et morte le 31 octobre 1976 à Los Angeles (Californie), est une actrice américaine.

## Biographie
Linda Watkins débute au théâtre vers la fin des années 1920 et joue notamment à Broadway (New York) dans seize pièces, depuis Devil in the Cheese de Tom Cushing (en) (1926-1927, avec Béla Lugosi et Fredric March) jusqu'à Janie d'Herschell Williams et Josephine Bentham (1942-1944, avec Kenneth Tobey). Entretemps, mentionnons trois pièces d'Henrik Ibsen en 1928-1929 dont Blanche Yurka est la vedette, Le Canard sauvage, Hedda Gabler et La Dame de la mer, ainsi que June Moon (en) de Ring Gardner et George S. Kaufman (1929-1930, avec Norman Foster et Lee Patrick). S'ajoute en 1934-1935 la comédie musicale Say When (en) sur une musique de Ray Henderson (avec Bob Hope et Cora Witherspoon).
Au cinéma, elle apparaît d'abord dans six films américains sortis de 1931 à 1933, dont le western The Gay Caballero d'Alfred L. Werker (1932, avec George O'Brien et Conchita Montenegro). Ultérieurement, elle revient au grand écran dans neuf autres films américains disséminés entre 1957 et 1974 (année où elle se retire), dont 10, rue Frederick de Philip Dunne (1958, avec Gary Cooper et Diane Varsi) et La Fiancée de papa de David Swift (1961, avec Hayley Mills et Maureen O'Hara).
À la télévision américaine, outre deux téléfilms (1971-1974), elle contribue à cinquante-huit séries dès 1950 et jusqu'en 1974, dont les séries-westerns Gunsmoke (six épisodes, 1959-1973) et Bonanza (deux épisodes, 1970-1971). Citons également Alfred Hitchcock présente (deux épisodes, 1957-1958) et Les Incorruptibles (trois épisodes, 1960-1963).
Linda Watkins meurt en 1976, à 68 ans.

## Théâtre à Broadway (intégrale)
(pièces, sauf mention contraire)
- 1926-1927 : Devil in the Cheese de Tom Cushing (en) : Goldina Quigley
- 1927-1928 : The Ivory Door d'Alan Alexander Milne : la princesse Lilia
- 1928-1929 : Le Canard sauvage (The Wild Duck) d'Henrik Ibsen, adaptation de William Archer, mise en scène de Blanche Yurka : Hedvig
- 1929 : Hedda Gabler d'Henrik Ibsen, mise en scène de Blanche Yurka : Thea Elvsted
- 1929 : La Dame de la mer (The Lady from the Sea) d'Henrik Ibsen : Boletta
- 1929-1930 : June Moon (en) de Ring Gardner et George S. Kaufman, mise en scène de ce dernier : Edna Baker
- 1930 : Sweet Stranger de Frank Mitchell Dazey et Agnes Christine Johnston : Ann Norton
- 1930-1931 : Midnight de Claire et Paul Sifton : Stella Weldon
- 1933 : Love and Babies d'Herbert P. McCormack : Nona
- 1933 : Give Us This Day d'Howard Koch : Miriam Brandon
- 1934 : They Shall Not Die de John Wexley : Virginia Ross
- 1934 : Say When (en), comédie musicale, musique de Ray Henderson (orchestrée par Conrad Salinger), lyrics de Jack McGowan, livret de Ted Koehler, costumes de Charles Le Maire : Jane
- 1936 : The County Chairman (en) de George Ade : « Chick » Elzey
- 1936-1937 : Aged 26 d'Anne Crawford Flexner : Fanny Brawne
- 1937 : Penny Wise de Jean Ferguson Black : rôle-titre
- 1938 : I Am My Youth d'Ernest Pascal et Edwin Blum : Fanny Wollstonecraft Godwin
- 1942-1944 : Janie d'Herschell Williams et Josephine Bentham, mise en scène d'Antoinette Perry : Thelma Lawrence

## Filmographie partielle

### Cinéma
- 1932 : Charlie Chan's Chance de John G. Blystone : Gloria Garland
- 1932 : The Gay Caballero d'Alfred L. Werker : Ann Grey
- 1958 : 10, rue Frederick (Ten North Frederick) de Philip Dunne : Peg Slattery
- 1960 : Cet homme est un requin (Cash McCall) de Joseph Pevney
- 1960 : Le Mal d'être jeune (Because They're Young) de Paul Wendkos : Frances McCalla
- 1961 : La Fiancée de papa (The Parent Trap) de David Swift : Edna Robinson
- 1964 : Prête-moi ton mari (Good Neighbor Sam) de David Swift : Edna Bailey

### Télévision
(séries, sauf mention contraire)

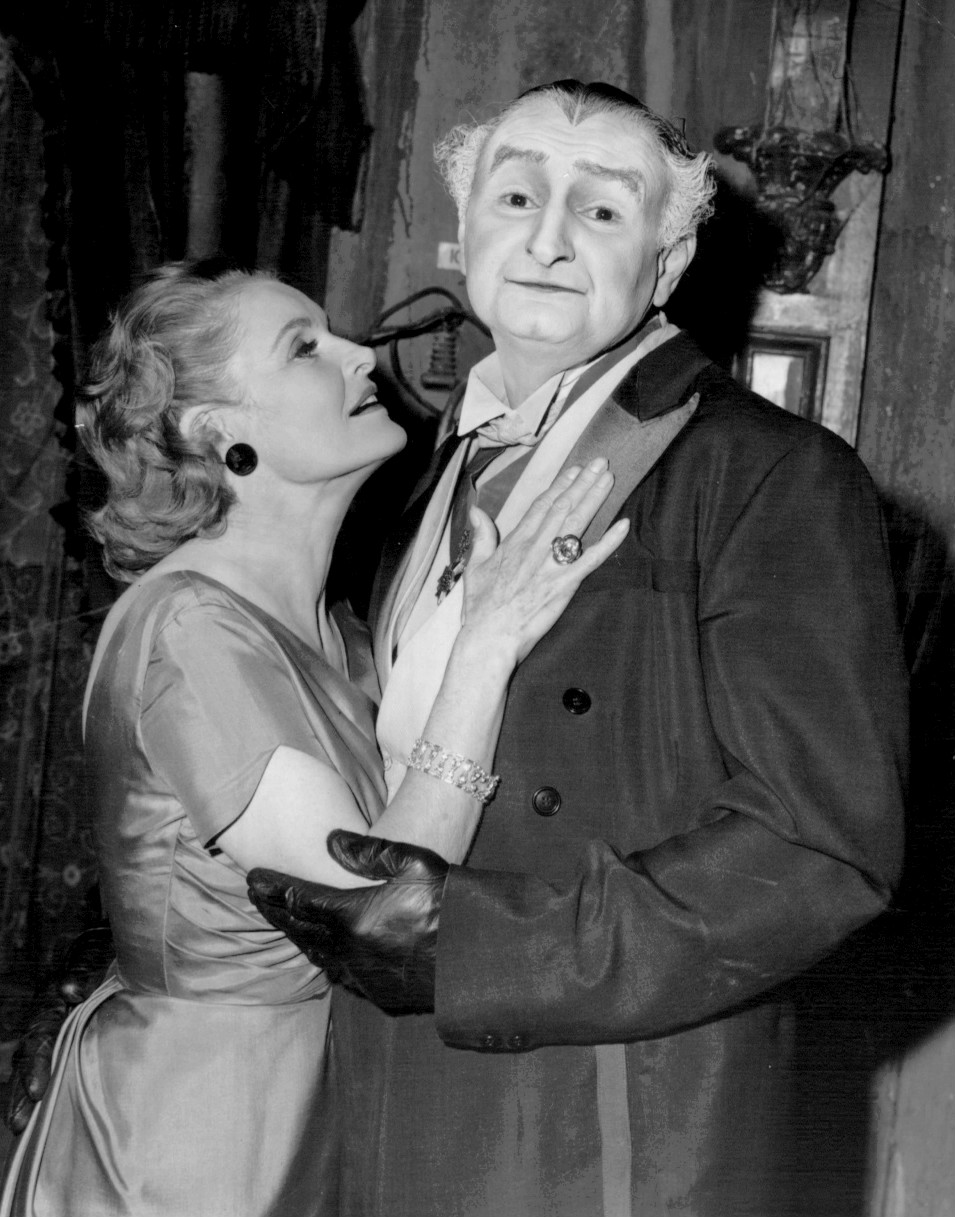
Avec Al Lewis, dans Les Monstres, épisode Fin de saison (1964, photo promotionnelle)

- 1953-1960 : Les Aventuriers du Far West (Death Valley Days)
  - Saison 2, épisode 7 One in a Hundred (1953) de Stuart E. McGowan : Hannah
- Saison 8, épisode 5 Fair Exchange (1959 : Phoebe Stoner) et épisode 26 The Man Everyone Hated (1960 : Kate) de John Rawlins
- 1957 : La Grande Caravane (Wagon Train), saison 1, épisode 5 The Les Rand Story de Robert Florey : Lottie Tarback
- 1957 : Cheyenne, saison 3, épisode 4 Border Affair de Leslie H. Martinson : la baronne Entrada
- 1957-1958 : Alfred Hitchcock présente (Alfred Hitchcock Presents), saison 3, épisode 2 Le Courrier prophétique (Mail Order Prophet, 1957 : une cliente de Barroom) de James Neilson et épisode 20 À cheval (On the Noose, 1958 : Lila Shank) de James Neilson
- 1958 : Schlitz Playhouse of Stars, saison 7, épisode 26 La Septième Femme de Barbe-Bleue (Bluebeard's Seventh Wife) de Paul Henreid : rôle non spécifié
- 1958 : Suspicion, saison unique, épisode 27 Fraction de seconde (Fraction of a Second) de John Brahm : Mme Bolton
- 1959 : Perry Mason, saison 2, épisode 28 La Croix expagnole (The Case of the Spanish Cross) d'Arthur Marks : Grace Runyan
- 1959-1961 : Peter Gunn
  - Saison 1, épisode 23 The Dirty Word (1959) de Boris Sagal : Louise Sinclair
  - Saison 3, épisode 33 A Bullet for the Boy (1961) de David Lowell Rich : Laura Mitchell
- 1959-1963 : 77 Sunset Strip
  - Saison 1, épisode 29 A Bargain in Tombs (1959) de Reginald Le Borg : Delphine De Janville
  - Saison 2, épisode 21 The Starlet (1960) d'André de Toth : Mme Wetherby
  - Saison 4, épisode 5 The Lady Has the Answers (1961) : Mama Embry
  - Saison 5, épisode 13 Falling Stars (1963) de Paul Landres : Thelma King
  - Saison 6, épisode 7 88 Bars (1963) d'Abner Biberman : Trini
- 1959-1973 : Gunsmoke ou Police des plaines (Gunsmoke ou Marshal Dillon)
  - Saison 4, épisode 23 Sky (1959) de Ted Post : Kate
  - Saison 6, épisode 15 Old Fool (1960) de Ted Post : Elsie Hedgepeth
  - Saison 7, épisode 3 Miss Kitty (1961) : Mattie Kelk
  - Saison 8, épisode 10 The Hunger (1962) : Mme Dorf
  - Saison 10, épisode 6 Take Her, She's Cheap (1964) : Ma Carp
  - Saison 18, épisode 17 Shadler (1973) d'Arnold Laven : Abby Shadler
- 1960 : Johnny Staccato, saison unique, épisode 16 Glissando (The Man in the Pit) de Sidney Lanfield : Vivian Burke
- 1960-1962 : Thriller
  - Saison 1, épisode 15 Les Tricheurs (The Cheaters, 1960 : Maggie Henshaw) de John Brahm et épisode 33 Terreur à Teakwood (Terror in Teakwood, 1961 : Sylvia Slattery) de Paul Henreid
  - Saison 2, épisode 19 Une perruque pour Madame Devore (A Wig for Miss Devore, 1962) de John Brahm : Arabella Foote
- 1960-1963 : Les Incorruptibles (The Untouchables)
  - Saison 2, épisode 1 Coup pour coup (The Rusty Heller Story, 1960 : Flora) de Walter Grauman et épisode 21 L'Histoire de Lily Dallas (The Lily Dallas Story, 1961 : Mme Murphy) de Don Medford
  - Saison 4, épisode 16 Le Remède qui tue (Jake Dance, 1963) de Robert Butler : Ada Spencer
- 1961 : Le Jeune Docteur Kildare (Dr. Kildare), saison 1, épisode 7 The Lonely Ones de John Brahm : Mme Keeler
- 1961-1962 : Aventures dans les îles (Adventures in Paradise)
  - Saison 2, épisode 18 Jeux de pirates (Act of Piracy, 1961) de Tom Gries : Lula
  - Saison 3, épisode 16 L'ennemi est à bord (The Velvet Trap, 1962) de Mitchell Leisen : Mme Francis Dannora
- 1962 : Le Gant de velours (The New Breed), saison unique, épisode 32 A Motive Named Walter : Wilma Donnelly
- 1963-1964 : Adèle (Hazel), saison 3, épisode 2 An Example for Hazel (1963) de William D. Russell, épisodes 18 et 19 Scheherazade and the Frying Pan (Parts I & II, 1964) de William D. Russell : Grace/Gracie
- 1963-1964 : Route 66
  - Saison 3, épisode 23 Fifty Miles from Home (1963) : Mme Case
  - Saison 4, épisode 16 Kiss the Monster – Make Him Sleep (1964) : Mme Case
- 1964 : Les Monstres (The Munsters), saison 1, épisode 10 Fin de saison ('Autumn Croakus) de Lawrence Dobkin : Lydia Gardner
- 1965 : Match contre la vie (Run for Your Life), saison 1, épisode 11 The Voice of Gina Milan de William Hale : Mme Tenati
- 1966 : Annie, agent très spécial (The Girl from the U.N.C.L.E.), saison unique, épisode 5 L'Affaire de l'unité Montori (The Montori Device Affair) de John Brahm : Mme Frenchen-Nagy
- 1967 : T.H.E. Cat, saison unique, épisode 18 A Slight Family Trait de Boris Sagal : Honeycup
- 1968 : Doris Day comédie (The Doris Day Show), saison 1, épisode 11 The Job : Maggie Wells
- 1969 : L'Homme de fer (Ironside), épisode 16 Les cartes mènent à tout (Why the Tuesday Afternoon Bridge Club Met on Thursday) de Don McDougall : Bessie Montague
- 1970-1971 : Bonanza
  - Saison 11, épisode 7 The Trouble with Amy (1970) : Margaret Wilder
  - Saison 12, épisode 21 Shadow of a Hero (1971) de Leo Penn : Bertha Cloninger
- 1973 : La Famille des collines (The Waltons), saison 2, épisode 1 The Journey : Maggie MacKenzie
- 1973 : Mannix, saison 7, épisode 9 La Dernière Chanson (Sing a Song of Murder) d'Arnold Laven : Lillian Kramer
- 1973 : Barnaby Jones, saison 2, épisode 1 The Killing Defense : Mme Marcova
- 1974 : Bad Ronald (en) de Buzz Kulik (téléfilm) : Mme Schumacher